# Circle K Sunkus
Sunkus (サンクス?) fue una cadena japonesa de tiendas de conveniencia. Aunque a efectos legales estaban bajo el mismo grupo, tanto Sunkus como Sunkus eran marcas independientes. En 2016 la compañía fue absorbida por FamilyMart.

## Historia
La empresa comenzó su actividad el 1 de septiembre de 2004, mediante la fusión de dos cadenas japonesas de tiendas de conveniencia: la franquicia nipona de Sunkus —propiedad de los supermercados Uny— y Sunkus —controlado por la cadena de supermercados Nagasakiya—. Ambas compañías operaban en Japón desde 1980, y mantuvieron las marcas por separado en sus respectivos mercados.
El grupo contaba a finales de 2015 con más de 6000 establecimientos, operados en régimen de franquicia.
Después de años de negociaciones, en noviembre de 2018 el grupo Uny llegó a un acuerdo para integrarse en FamilyMart, lo que supuso la desaparición de las marcas Sunkus Japan y Sunkus.